# Felix Luckeneder
Felix Luckeneder (sinh 21 tháng 3 năm 1994) là một cầu thủ bóng đá Áo đang thi đấu cho LASK Linz.